# 27. april
27. april je 117. dan leta (118. v prestopnih letih) v gregorijanskem koledarju. Ostaja še 248 dni.

## Dogodki
- 1921 – Antanta razglasi, da mora Nemčija plačati 6,65 milijarde funtov kot vojno odškodnino
- 1923 – Italija sprejme zakon o preimenovanju primorskih slovenskih krajevnih imen
- 1941:
  - Italija priključi svojemu ozemlju Ljubljansko pokrajino
  - nemške enote vkorakajo v Atene
- 1942 – ZDA odpokličejo veleposlanika iz Vichya
- 1944 – nemiri v Bejrutu
- 1945 – kopenska vojska ZDA zavzame Genovo
- 1960 – Togo postane neodvisna država
- 1961:
  - Sierra Leone postane neodvisna država
  - NASA izstreli satelit Explorer 11 z namenom raziskovanja žarkov gama
- 1996 – konec izraelske operacije Sadovi jeze v Libanonu

## Rojstva
- 1759 – Mary Wollstonecraft, angleška pisateljica, filozofinja in feministka († 1797)
- 1791 – Samuel Finley Breese Morse, ameriški izumitelj, slikar († 1872)
- 1820 – Herbert Spencer, angleški sociolog in filozof († 1903)
- 1821 – Ulysses Simpson Grant, ameriški general, predsednik († 1885)
- 1837 – Paul Albert Gordan, nemški matematik († 1912)
- 1893 – knez Pavel Karađorđević, regent Kraljevine Jugoslavije († 1976)
- 1907 – France Mihelič, slovenski slikar († 1998)
- 1932 – Gian-Carlo Rota, ameriški matematik, filozof († 1999)
- 1959 – Sheena Easton, škotska pevka
- 1991 – Lara Gut-Behrami, švicarska alpska smučarka

## Smrti
- 1051 – Fulk Bertrand, provansalski grof
- 1272 – Zita, italijanska služkinja, svetnica (* 1212)
- 1321 – Nicolò Albertini, italijanski kardinal in državnik, gvelf (* 1250)
- 1353 – Simeon Moskovski, knez Moskve, veliki knez Vladimirja (* 1317)
- 1386 – Leonor Téllez de Meneses, portugalska kraljica, regentinja (* 1350)
- 1404 – Filip Drzni, burgundski vojvoda, francoski regent (* 1342)
- 1521 – Ferdinand Magellan, portugalski pomorščak, raziskovalec (* 1480)
- 1605 – Papež Leon XI., papež italijanskega rodu (* 1535)
- 1656 – Jan Josephszoon van Goyen, nizozemski slikar (* 1596)
- 1696 – Simon Foucher, francoski filozof (* 1644)
- 1702 – Jean Bart, francoski pomorski častnik, gusar (* 1650)
- 1794 – James Bruce, škotski raziskovalec (* 1730)
- 1825 – Dominique Vivant Denon, francoski arheolog, muzealec (* 1747)
- 1871 – Charles-Paul de Kock, francoski pisatelj (* 1793)
- 1882 – Ralph Waldo Emerson, ameriški esejist, pisatelj, filozof (* 1803)
- 1915 – Aleksander Nikolajevič Skrjabin, ruski skladatelj, pianist (* 1872)
- 1937 – Antonio Gramsci, italijanski filozof in politik (* 1891)
- 1972 – Kwame Nkrumah, ganski politik (* 1909)
- 1989 – Konosuke Matsushita, japonski industrialec, ustanovitelj Panasonica (* 1894)
- 1992 – Olivier Messiaen, francoski skladatelj (* 1908)
- 1993 – France Bezlaj, slovenski jezikoslovec (* 1910)
- 1998 – Carlos Castaneda, ameriški pisatelj perujskega rodu (* 1925 ali 1931)
- 2007 – Mstislav Rostropovič, ruski čelist, dirigent (* 1927)

## Prazniki in obredi
- Slovenija – dan upora proti okupatorju, (prej dan osvobodilne fronte)